# Черляни (аеродром)
Аеродрóм «Черл́яни», також відомий як «Ягелл́он» — сертифікований постійний злітно-посадковий майданчик, розташований в с. Черляни Львівської області, в 26 км від м. Львів. Дозволена експлуатація ПС до 5700 кг. Сертифікат дійсний до 27.11.2018 р. Створений на базі колишньої авіабази «Черляни».
Сучасна назва «Ягеллон» походить від імені короля Владислава ІІ Ягайла, який багато часу проводив у своєму маєтку в Городку, неподалік якого розташований аеродром.

## Історія
На аеродромі в радянські часи була розміщена авіабаза «Черляни» Військово-повітряних сил СРСР.
Поруч було збудоване військове містечко з повноцінною інфраструктурою, де мешкав особовий склад Черлянських авіаційних полків — винищувального і бомбардувального.

## Операційно-технічні дані
- Загальна площа аеродрому понад 160 га
- Розмір основної злітної штучної смуги 1200 х 30 м, ґрунтової ― 1200 x 60 м
- 5 ангарів і 2 перони для паркування приватного повітряного транспорту
- Є зона посадки гелікоптерів

## Спеціалізація
- Ознайомчий політ
- Зліт/посадка повітряних суден
- Базування приватних літаків в спеціально обладнаному ангарі або на відкритому пероні під охороною.
- Заправка ПС
- Прокат літаків та гелікоптерів
- Навчально-тренувальний центр Aviator UTC з можливістю отримання чи підтвердження ліцензій PPL, CPL, підвищення пілотної кваліфікації, пройти перенавчання або підготовку для отримання інструментального рейтингу IR, кваліфікаційної відмітки МЕ (multi-engine), для отримання допуску на певний тип повітряного транспорту (type-rating)
- Офіційний сервісний центр, що обслуговує літаки Aquila і Tecnam
- Діагностика і ремонт інших марок
- Миття бортів
- Консультації з експлуатації авіатранспорту

## Парашутний спорт
На базі аеродрому діє парашутний клуб «Jagellon Skydive Centre», де можна здійснити стрибки з парашутом (дроп-зона):
- Tandem — стрибок з інструктором, безпечний навіть для дітей від шести років
- Самостійний стрибок за програмою Static Line
- AFF — програма навчання вільному падінню
- Всі види самостійних стрибків для професіоналів.
- Підготовка професійних інструкторів

## Авіатехніка
Aquila, Tecnam, Magni Gyro